# (74264) 1998 SS93
(74264) 1998 SS93 – planetoida z pasa głównego asteroid okrążająca Słońce w ciągu 4,09 lat w średniej odległości 2,56 j.a. Odkryta 26 września 1998 roku.